# Sandra Fausch

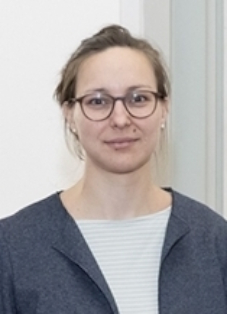
Sandra Fausch (2024)

Sandra Fausch (* 8. September 1989) ist eine liechtensteinische Politikerin (FL). Sie ist seit 2025 Abgeordnete im liechtensteinischen Landtag. Zuvor war sie dort bereits von 2021 bis 2025 stellvertretende Abgeordnete.

## Biografie
Fausch wuchs zusammen mit einem älteren Bruder als Tochter einer Bayerin und eines Bündners in Mauren auf.
Ursprünglich im Finanzsektor als Devisenhändlerin für eine liechtensteinische Bank tätig, wechselte sie ihren beruflichen Weg und wurde nach dem Erhalt eines Bachelors in Umweltingenieurswesen mit der Vertiefung Biolandbau und Hortikultur an der Zürcher Hochschule für Angewandte Wissenschaften als Umweltingenieurin tätig.
Im Zuge ihres Versuch die Idee das Bildungsprogrammes GemüseAckerdemie in Liechtenstein umzusetzen gründete sie mit Elisabeth Müssner den Verein Ackerschaft und ist Co-Geschäftsleiterin.
Im Februar 2021 kandidierte Fausch für die Freie Liste für einen Sitz im Landtag des Fürstentums Liechtenstein und wurde zur stellvertretenden Abgeordneten gewählt. Als solche war sie von 2023 bis 2025 Mitglied in Geschäftsprüfungskommission sowie Mitglied in der liechtensteinischen Delegation bei der Internationalen Parlamentarischen Bodensee-Konferenz. Bei der nächsten Landtagswahl im Februar 2025 wurde sie zur Abgeordneten gewählt. 
Fausch ist ledig.